# Organyà
Organyà ist eine Gemeinde in der katalanischen Comarca Alt Urgell in der Provinz Lleida. Sie hat 811 Einwohner (Stand: 2024) und befindet sich am rechten Ufer des Segre unterhalb der Trespons-Schlucht auf einer Seehöhe von 558 Metern. Die Straße C-1313 verbindet das Dorf mit den Ortschaften Ponts und La Seu d’Urgell.
In dem Dorf erinnert ein Denkmal an die Homilies d’Organyà, eine Sammlung von Predigten aus dem 12. oder 13. Jahrhundert, die der älteste in Gänze erhaltene literarische Text in katalanischer Sprache sind. Sie wurden 1904 in Organyà entdeckt.
| 1900  | 1910  | 1920  | 1930  | 1940 | 1950  | 1960  | 1970  | 1981  | 1990  | 1996  | 2000 | 2006 |
| ----- | ----- | ----- | ----- | ---- | ----- | ----- | ----- | ----- | ----- | ----- | ---- | ---- |
| 1.002 | 1.027 | 1.073 | 1.036 | 987  | 1.087 | 1.171 | 1.142 | 1.143 | 1.048 | 1.010 | 992  | 961  |

## Tourismus
Gleitschirmflieger nutzen die zuverlässigen Aufwinde der Umkehrthermik an der nahegelegenen Montaña Mágica, die lange Flüge sowie Gleitschirmakrobatik ermöglicht. An der  Montaña Mágica trainiert u. a. der Weltmeister Raúl Rodríguez.